# Sh2-113
Sh2-113 es una nebulosa de emisión visible en la constelación de Cygnus. Se trata de una nube enigmática de aspecto en forma de cinta y distancia desconocida, cuya naturaleza apenas ha sido estudiada. Tiene forma semicircular con la concavidad orientada hacia el norte y parece constituir, junto con la vecina nube Sh2-114, una estructura de burbuja similar a un remanente de supernova. Sin embargo, nunca se ha descrito ningún remanente de supernova en esta región.
Se encuentra en la parte noreste de la constelación, a unos 1,5° al oeste de la estrella τ Cygni. El período más favorable para su observación en el cielo vespertino es entre los meses de julio y diciembre y se facilita considerablemente para los observadores situados en las regiones del hemisferio norte de la Tierra.
Aparte de tener cerca a Sh2-114, también se encuentran cerca otras nebulosas planetarias llamadas K 2-81, Kn 26 y LBN 346.